# Необычные рижане
«Необы́чные рижа́не» (латыш. Neparastie rīdzinieki) — латвийский музыкальный мультипликационный фильм режиссёра Розе Стиебры, снятый на студии «Даука» в 2001 году. Создание мультфильма было приурочено к 800-летию города Риги. Премьера состоялась на телеканале LTV1 19 августа 2001 года.

## Сюжет
В Риге, помимо людей, обитает много других существ. Действующие лица мультфильма — преимущественно животные: петухи, коты, мыши и т. д. Главный герой — молодой петушок Юстыньш. Он мечтает стать одним из петухов — хранителей Риги, сидящих на шпилях самых высоких башен города. На пути к своей мечте Юстыньшу и девочке Анце выпадает много приключений и испытаний.

## Съёмочная группа
- Авторы сценария: Илзе Скрастиня, Розе Стиебра
- Режиссёр-постановщик: Розе Стиебра
- Художник-постановщик: Юрис Петрашкевич
- Художник: Илзе Витолиня
- Художники-аниматоры: Майя Бренце, Дагмара Лауриня, Даце Лиепа, Дзинтарс Круминьш
- Композитор: Валтс Пуце
- Автор текста песен: Петерс Бруверис
- Песни исполняют: Даце Пуце, Ник Матвеев, Валтс Пуце, детский ансамбль «Knīpas un knauķi»
- Звукорежиссёр: Нормундс Клявениекс
- Продюсер: Розе Стиебра

Песни из мультфильма («Gaiļu dziesma», «Kaķi», «Ratiņi», «Ķēmu uzbrukums», «Lai ir»), дополненные несколькими другими треками в исполнении детской группы «Knīpas un knauķi», в том же 2001 году были выпущены на компакт-диске.

## Награды
- 2001 — Победитель в номинации «Лучший мультипликационный фильм» на кинофестивале «Большой Кристап»
- 2002 — IX МФАФ «Крок» : Специальный приз жюри фестиваля[4]
- 2002 — Международный фестиваль «Анимаёвка» в Могилёве (Белоруссия) : Приз «За лучший детский фильм»[5]